# 中華民國在台灣
中華民國在臺灣，又作在台灣的中華民國，是有關中華民國現狀的政治論述，由李登輝提出。時任中華民國總統的李登輝於1995年訪問母校美國康奈尔大学，在歐林講座發表題為「民之所欲，長在我心」的演講上提出這個用辭，用以形容中華民國於1949年政府遷臺後持續在臺灣存在的現狀。源自「一個中國，兩個政治實體」與「特殊的國與國關係」。
這是關於今日中華民國之定位的幾個主要論述之一。2000年起民進黨兩次上台執政後，逐漸以「中華民國是臺灣」或「中華民國臺灣」取代「中華民國在臺灣」的論述。
中華人民共和國認定其為中國唯一合法代表，並擁有台灣主權，緣此將「中華民國在台灣」認定為兩個中國與一中一台的台獨說法。

## 概論
於美國尼克森總統時代，美國國務卿威廉·P·罗杰斯（William P. Rogers）於1969年在澳洲坎培拉發表美國希望與中華人民共和國進行外交接觸的正式聲明中，曾經使用「在台灣的中華民國」的用語，用來與在中國大陸的中華人民共和國區分。聲明中說：「我們（美國）承認，在台灣的中華民國與在大陸的共产主义中国都是存在的事實。我們也知道中国大陆終必在亞太地區扮演重要的角色，……我們真誠歡迎與中共重新談判。」。中華民國當時對這種稱呼並不歡迎，也未在正式文書中使用。
在1991年，南韓與北韓同時加入聯合國後，李登輝總統開始重新推動雙重代表權方案。1993年，透過中華民國邦交國，在聯合國大會中提案，希望成立特別研究委員會，重新檢討、撤銷或修改1971年所通過的2758號決議。並援引兩德與兩韓模式，要求以「分裂國家平行代表權」的模式，在中華人民共和國仍然保持聯合國中國會籍的前提下，用「中華民國」或「中華民國在台灣」（Republic of China on Taiwan）的名稱重新參與聯合國。但提案遭到中華人民共和國封殺。這個方案主張由中華民國與中華人民共和國皆為從中國分裂出來的兩個獨立國家，分享中國代表權，形成兩個中國。
在李登輝提出該用語之前，中華民國官員都是用「Republic of China」稱呼國名，因此李登輝的用法「Republic of China on Taiwan」在當時是相當有突破性的，符合一個中國，兩個政治實體之前提下，中華民國做為政治主體對於自身現實的認識與表述。
關於該用語的成因，李登輝於2005年在李登輝學校授課時說，第二次世界大戰結束時，太平洋戰區盟軍統帥麥克阿瑟指示蔣中正派軍暫時佔領台灣，後來的《舊金山和約》和《中日和約》都沒有明白規定日本放棄台灣主權給誰，形成台灣法定地位未定，因此他主政時才說「中華民國在台灣」。

## 爭議論點
臺灣本土派認為，中華民國對臺灣並沒有主權，臺灣不屬於中華民國，中華民國早就於1949年滅亡，稱中華民國在台灣是非常荒謬的。
1997年8月，台獨左派人士楊碧川說，在中華民國政權一再重申「台灣是中國的一部分」的情形下，如果藉由台灣人民直選中華民國總統的事實可以代表台灣人民主權的行使，那麼「中華民國在台灣」也將可循香港回歸的模式回歸中國，「承認中華民國對台灣的統治，危機就在這裡」；唯有消滅中華民國流亡政權、建立獨立的台灣國，才是台灣真正的主權獨立的事實，也才是台灣唯一的活路。
2007年8月4日，國立清華大學教授黃居正說，臺灣從未明白宣示獨立於中國之外，如果臺灣認同「中華民國是臺灣」或「中華民國在臺灣」，不再追求以「臺灣」為國號的獨立建國，在國際法上仍然會被當成是中國領土、而不是獨立國家。